# Uhřice, Blansko
Uhřice là một làng thuộc huyện Blansko, vùng Jihomoravský, Cộng hòa Séc.